# رود پارا (روسیه)
رود پارا (انگلیسی: Para) یک رودخانه در استان ریازان کشور روسیه است.